# Axioma Ethica Odini
Axioma Ethica Odini – jedenasty album studyjny norweskiego zespołu Enslaved wydany 27 września 2010 roku w Europie i dzień później w Stanach Zjednoczonych przez wytwórnie płytowe Indie Recordings, oraz Nuclear Blast. Okładkę płyty zaprojektował norweski grafik Truls Espedal, który projektuje okładki albumów Enslaved od wydania albumu Monumension w 2001 roku.

## Lista utworów
| Nr | Tytuł utworu   | Długość |
| -- | -------------- | ------- |
| 1. | „Ethica Odini” | 7:59    |
| 2. | „Raidho”       | 6:01    |
| 3. | „Waruun”       | 6:42    |
| 4. | „The Beacon”   | 5:38    |
| 5. | „Axioma”       | 2:20    |
| 6. | „Giants”       | 6:37    |
| 7. | „Singular”     | 7:43    |
| 8. | „Night Sight”  | 7:36    |
| 9. | „Lightening”   | 7:51    |
|    |                | 58:27   |

## Twórcy
- Grutle Kjellson – śpiew, gitara basowa
- Ivar Bjørnson – gitara, instrumenty klawiszowe
- Herbrand Larsen – instrumenty klawiszowe, śpiew
- Cato Bekkevold – instrumenty perkusyjne
- Arve Isdal – gitara

## Pozycje na listach
| Lista    | Kraj     | Pozycja |
| -------- | -------- | ------- |
| VG-Lista | Norwegia | 11      |